# Asplenium oblongifolium
Asplenium oblongifolium  là một loài dương xỉ trong họ Aspleniaceae. Loài này được Colenso mô tả khoa học đầu tiên năm 1845.
Danh pháp khoa học của loài này chưa được làm sáng tỏ. 

## Hình ảnh

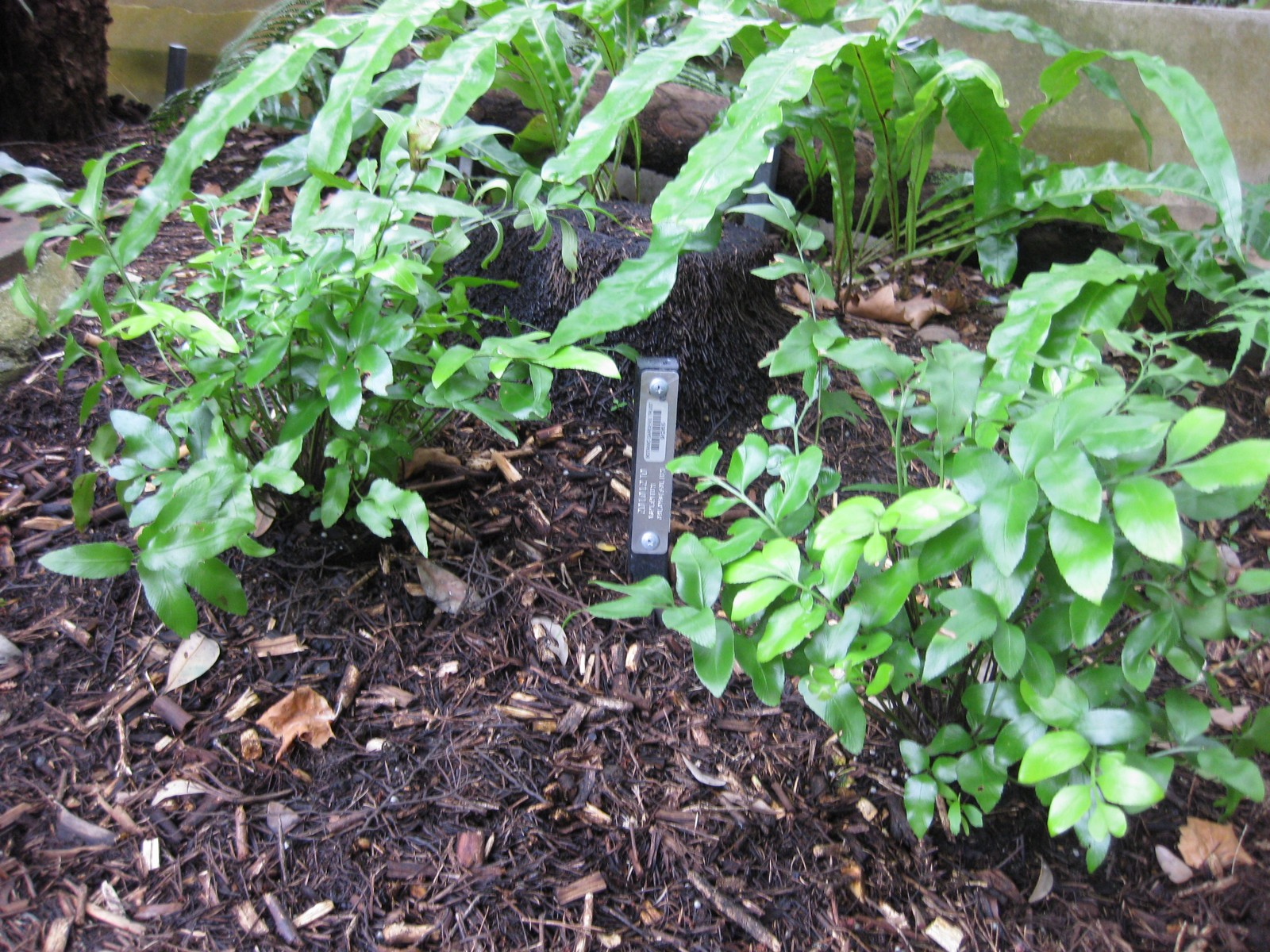
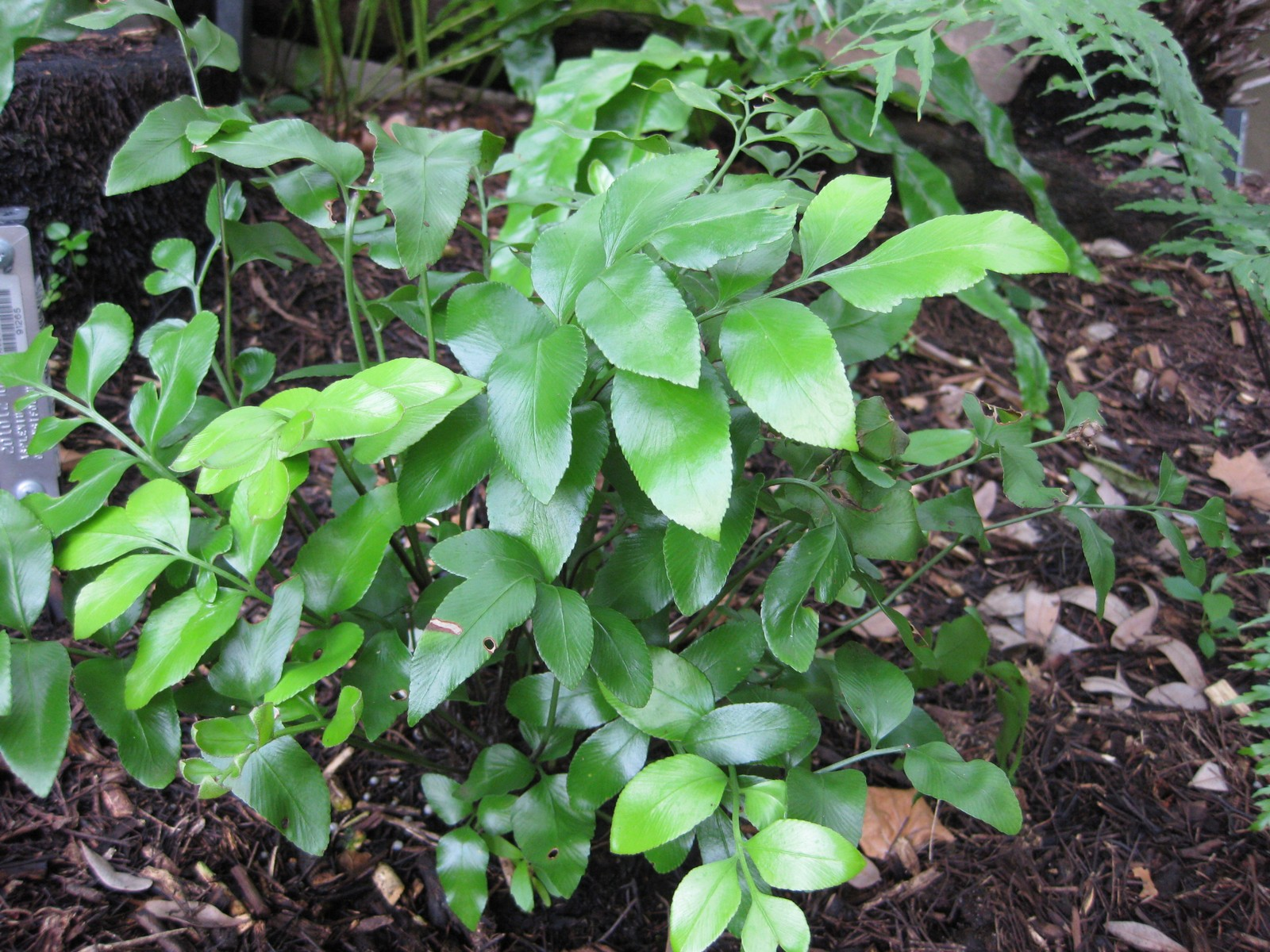
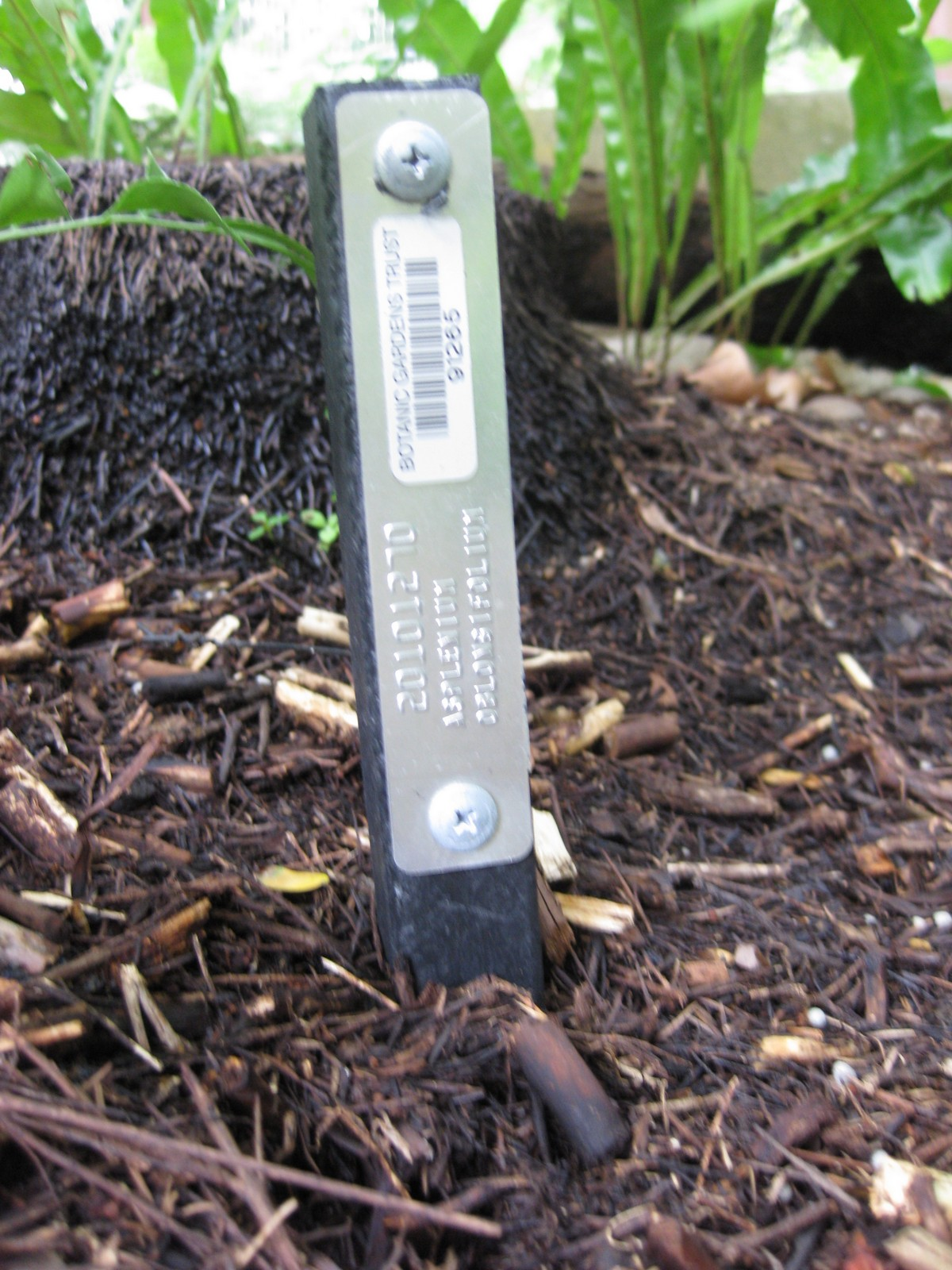